# ARM Francisco Javier Mina
ARM Francisco Javier Mina, poprzednio USS Whipple – amerykańska fregata typu Knox, służąca w latach 1970–1992 w Marynarce Wojennej USA pod nazwą USS „Whipple” (DE-1066, FF-1066), a od 2002 roku w marynarce Meksyku jako „Francisco Javier Mina”. Należy do czterech fregat tego typu przekazanych Meksykowi i znanych tam również jako typ Allende. Nosi numer burtowy F 214.

## Historia
USS „Whipple” należał do długiej serii 46 okrętów typu Knox, zbudowanych w amerykańskich stoczniach dla United States Navy na przełomie lat 60/70 XX wieku z przeznaczeniem do zwalczania okrętów podwodnych. Początkowo były one klasyfikowane jako eskortowce oceaniczne, a od 1975 roku jako fregaty, stąd okręt początkowo otrzymał numer burtowy DE-1062, zmieniony ostatecznie na FF-1062.
Stępkę pod budowę USS „Whipple” położono 24 kwietnia 1967 roku w stoczni Todd Pacific Shipyards w Seattle. Okręt wodowano 12 kwietnia 1968 roku. Wszedł do służby w marynarce USA 22 sierpnia 1970 roku. Otrzymał imię na cześć Abrahama Whipple′a (1773-1819), oficera Marynarki Kontynentalnej, jako trzeci amerykański okręt.

## Opis
Wyporność okrętów typu Knox jest podawana rozbieżnie: 3020 ts  w stanie lekkim i 4066 ts pełna lub 3011 ts standardowa i 4260 ts pełna. Długość wynosi 134 m, szerokość 14,3 m, zanurzenie 4,6 m, a maksymalnie 7,8 m z opływką sonaru.
Napęd stanowi jedna turbina parowa z przekładnią Westinghouse o mocy 35 000 shp. Parę zapewniają dwa wodnorurkowe kotły parowe – w przypadku większości okrętów, w tym „Whipple”, Combustion Engineering, o ciśnieniu roboczym 84,4 at i temperaturze pary 510° C. Turbina napędza pojedynczą pięciopłatową śrubę o średnicy 4,57 m. Prędkość maksymalna wynosi 27 węzłów. Zapas paliwa płynnego wynosi 715 ton, co pozwala na zasięg 4000 Mm przy prędkości 22 węzły lub 4900 Mm przy 15 w. Okręt ponadto zabiera 35 t paliwa lotniczego.
Załoga fregat typu Knox początkowo liczyła 245 ludzi, w tym 17 oficerów, następnie 283 ludzi, w tym 22 oficerów, a pod koniec służby w USA 288 ludzi, w tym 17 oficerów. W służbie meksykańskiej roczniki flot podają 288 ludzi, w tym 20 oficerów.

### Uzbrojenie i wyposażenie

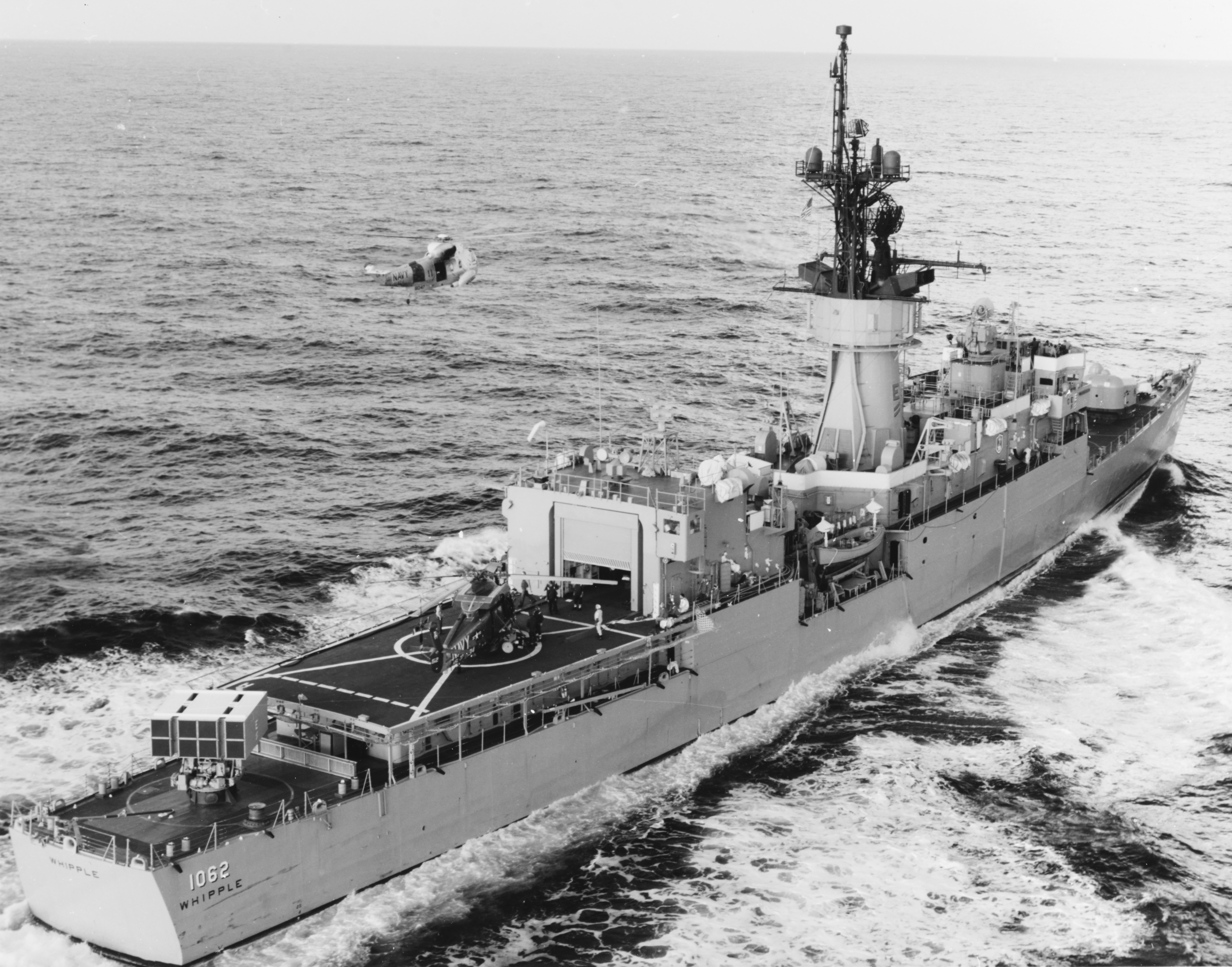
USS „Whipple” w 1978. Widoczna wyrzutnia Sea Sparrow na rufie

Uzbrojenie artyleryjskie składa się z tylko jednej automatycznej armaty uniwersalnej kalibru 127 mm (5 cali) Mk 42 Mod. 9 o długości lufy 54 kalibrów (L/45). Długość lufy wynosi 6858 mm, kąt podniesienia lufy od -10° do +85°, a prędkość podniesienia 25°/s. Armata strzela pociskami o masie 31,75 kg z maksymalną prędkością wylotową 807 m/s. Donośność sięga 23 700 m, a do celów powietrznych 14 800 m. Zapas amunicji wynosi 600 pocisków. Szybkostrzelność wynosi do 20 strzałów na minutę. Armata jest zdalnie kierowana, a rezerwowo można prowadzić ogień do celów morskich z wieży.
Zasadniczym uzbrojeniem okrętów służącym do zwalczania okrętów podwodnych jest ośmioprowadnicowa kontenerowa obrotowa wyrzutnia Mk 16 rakietotorped RUR-5 ASROC, umieszczona między wieżą działa a nadbudówką. Wystrzeliwała rakietotorpedy przenoszące samonaprowadzające się torpedy Mk 44 Mod. 1, Mk 46 Mod. 2 lub Mk 46 Mod. 5, a w końcowym okresie służby tylko te ostatnie. Zasięg strzału wynosił do 9,1 lub 14 km (według innych źródeł, do 10 km). Zapas amunicji wynosi 16 rakietotorped. Dwie prowadnice następnie dostosowano do odpalania pocisków przeciwokrętowych RGM-84 Harpoon o zasięgu do 130 km (nie są używane w służbie meksykańskiej). Uzbrojenie przeciwpodwodne uzupełniają cztery stałe wyrzutnie lekkich torped kalibru 324 mm w ścianach nadbudówki na sródokręciu, strzelające po dwie na każdą z burt. Okręty przenoszą 22 torpedy Mk 46 Mod. 5.
„Whipple” należał do 31 okrętów typu Knox, które zostały dozbrojone między 1971 a 1975 rokiem w ośmioprowadnicową kontenerową wyrzutnię Mk 25 BPDMS pocisków przeciwlotniczych bliskiego zasięgu RIM-7 Sea Sparrow na rufie. Zasięg pocisków wynosił do 18,5 km. Można było używać pocisków do wersji RIM-7G. Między 1982 a 1988 rokiem wyrzutnia Sea Sparrow została jednak zdemontowana i zastąpiona przez zestaw artyleryjski obrony bezpośredniej Phalanx CIWS, z działkiem sześciolufowym kalibru 20 mm i integralnym radarem. Przed przekazaniem okrętu Meksykowi został on jednak również zdemontowany i nie zainstalowano niczego w zamian.
Wyposażenie lotnicze fregat typu Knox początkowo stanowiły bezzałogowe śmigłowce do zwalczania okrętów podwodnych QH-50 DASH, lecz okazały się nieudane. Po modernizacji, począwszy od 1973 roku używane były na nich pojedyncze śmigłowce do zwalczania okrętów podwodnych SH-2F Seasprite LAMPS, przenoszące radar, detektor anomalii magnetycznych, boje sonarowe i dwie lekkie torpedy. W służbie meksykańskiej wyposażenie stanowi lekki śmigłowiec patrolowy Bo 105CB, wyposażony w radar i uzbrojony jedynie w karabiny maszynowe lub niekierowane pociski rakietowe.

## Służba

### US Navy
Pierwszym dowódcą okrętu został komandor por. Jack Campbell. Po wejściu do służby 22 sierpnia 1970 roku, okręt odbywał we wrześniu próby i był wykańczany w stoczni Puget Sound, po czym 13 października przypłynął do San Diego, a 22 października do Pearl Harbor. Służył w Zespole Krążowników i Niszczycieli (Cruiser-Destroyer Force) Floty Pacyfiku. 1 kwietnia 1971 roku wszedł w skład 33 Dywizjonu Niszczycieli. Wraz z nim przebazował w lutym 1972 roku na Filipiny.
„Whipple” został wycofany ze służby w US Navy 14 września 1992 roku. Pozostawał następnie w rezerwie (US Navy Reserve). W sierpniu 2001 roku fregata została przekazana marynarce Meksyku.

### Służba w Meksyku

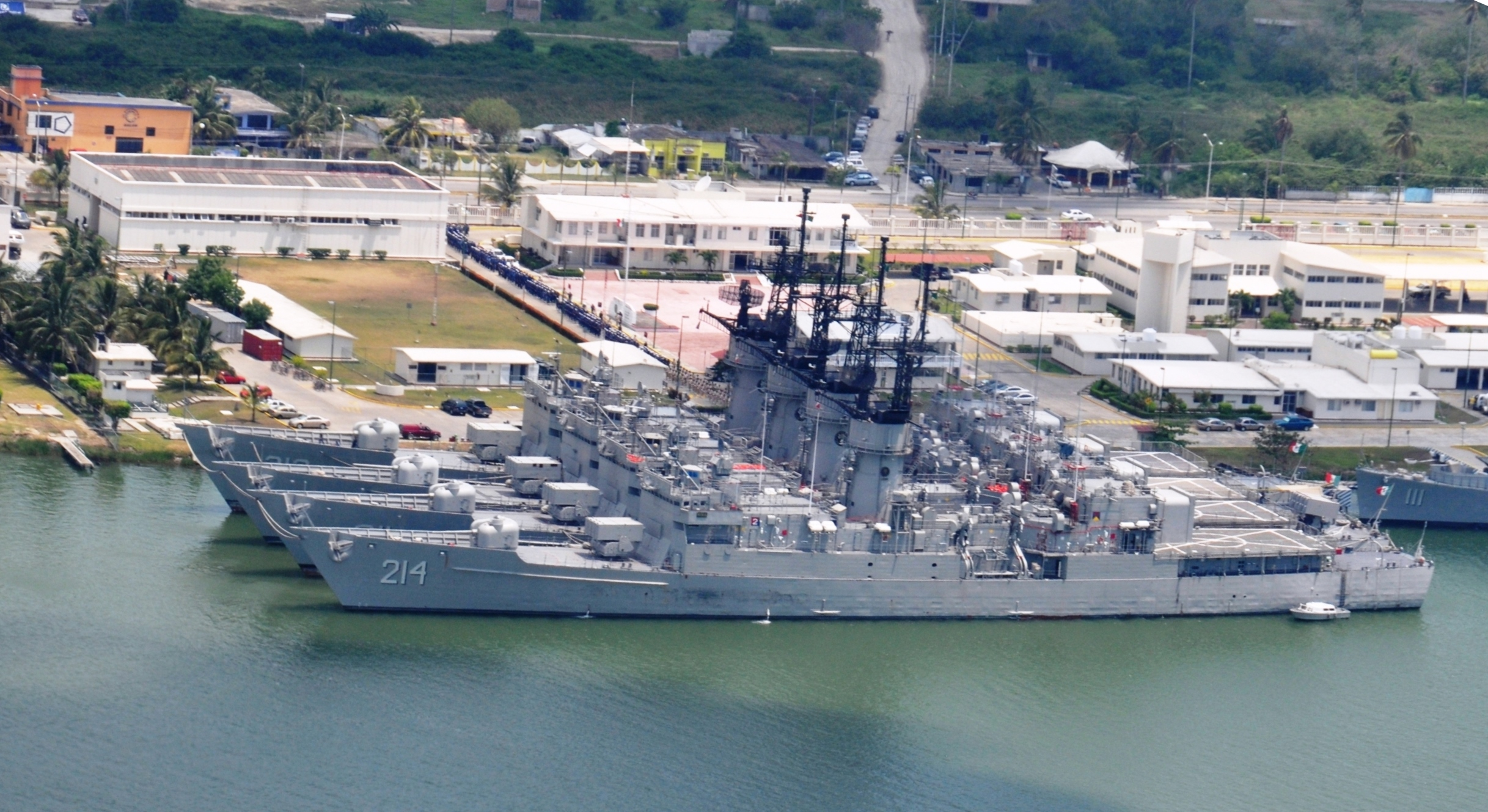
Meksykańskie fregaty typu Allende w 2009 – na pierwszym planie „Francisco Javier Mina”

Fregata weszła do służby w marynarce Meksyku 1 listopada 2002 roku jako ostatni czwarty okręt tego typu, określanego też jako typ Allende. Otrzymała nazwę „Francisco Javier Mina” na cześć meksykańskiego prawnika i generała (1789–1817) i numer burtowy F 214. Bazowała w Tuxpan. W Meksyku okręty nie używają pocisków przeciwokrętowych Harpoon i są wyposażone w śmigłowiec Bo 105CB. W 2016 roku fregata znajdowała się w służbie.